# Paracladius akansextus
Paracladius akansextus är en tvåvingeart som beskrevs av Sasa och Kamimura 1987. Paracladius akansextus ingår i släktet Paracladius och familjen fjädermyggor. Inga underarter finns listade i Catalogue of Life.